# 1455
| [ Edytuj tabelę ]                          | |
| Król Polski                                | - 1447 Kazimierz IV Jagiellończyk 1492 |
| Książę Albanii                             | - 1443 Skanderbeg 1468 - 1446 Lekë Dukagjini 1481 |
| Współksiążęta Andory                       | - 1437 Arnau Roger de Pallars 1461 - 1436 Gaston IV 1472 |
| Król Anglii                                | - 1422 Henryk VI 1461 |
| Król Aragonii i Walencji, hrabia Barcelony | - 1416 Alfons V Aragoński 1458 |
| Władca Azteków                             | - 1440 Montezuma I 1468 |
| Elektor Brandenburgii                      | - 1440 Fryderyk II Żelazny 1471 |
| Książę Bawarii-Landshut                    | - 1450 Ludwik IX Bogaty 1479 |
| Książę Bawarii-Monachium                   | - 1438 Albert III 1460 |
| Książę Burgundii                           | - 1419 Filip III Dobry 1467 |
| Sułtan Brunei                              | - 1433 Sulaiman 1473 |
| Cesarz Chin                                | - 1449 Jingtai 1457 |
| Król Cypru                                 | - 1432 Jan II 1458 |
| Król Czech                                 | - 1440 Władysław Pogrobowiec 1457 |
| Król Danii                                 | - 1448 Chrystian I 1481 |
| Dalajlama                                  | - 1391 Gendun Drup 1474 |
| Władca Egiptu                              | - 1453 Al-Aszraf Inal 1461 |
| Cesarz Etiopii                             | - 1434 Zara Jaykob Konstantyn 1468 |
| Król Francji                               | - 1422 Karol VII 1461 |
| Król Gruzji                                | - 1446 Jerzy VIII 1465 |
| Hrabia Holandii                            | - 1433 Filip III Dobry (z Burgundii) 1467 |
| Władca Inków                               | - 1438 Pachacutec 1471 |
| Cesarz Japonii                             | - 1428 Go-Hanazono 1464 |
| Kalif                                      | - 1451 Al-Ka’im 1455 - 1455 Al-Mustandżid 1479 |
| Król Kastylii i Leónu                      | - 1454 Henryk IV 1474 |
| Patriarcha Konstantynopola                 | - 1453 Gennadiusz II Scholar 1456 |
| Władca Korei                               | - 1452 Danjong 1455 - 1455 Sejo 1468 |
| Wielki książę litewski                     | - 1440 Kazimierz IV Jagiellończyk 1492 |
| Cesarz Majapahitu                          | - 1453 bezkrólewie 1456 |
| Sułtan Maroka                              | - 1421 Abdulhak II 1465 |
| Książę Mediolanu                           | - 1450 Franciszek I 1466 |
| Senior Monako                              | - 1454 Catalan 1457 |
| Wielki książę moskiewski                   | - 1425 Wasyl II Ślepy 1462 |
| Król Nawarry                               | - 1441 Jan II Aragoński 1479 |
| Król Norwegii                              | - 1450 Chrystian I 1481 |
| Sułtan Omanu                               | - 1451 Umar ibn al-Chattab 1490 |
| Elektor Palatynatu                         | - 1449 Fryderyk I 1476 |
| Papież                                     | - 1447 Mikołaj V 1455 - 1455 Kalikst III 1458 |
| Król Portugalii                            | - 1438 Alfons V 1481 |
| Cesarz Rzymski (niemiecki)                 | - 1440 Fryderyk III Habsburg 1493 |
| Kapitanowie Regenci San Marino             | - 1454 Cecco di Giovanni da Valle Francesco di Giuliano Righi 1455 - 1455 Simone di Antonio Belluzzi Andrea di Cecco 1455 - 1455 Giacomo d'Antonio Samaritani Bartolo di Giovanni di Casalino 1456 |
| Despota Serbii                             | - 1429 Jerzy I Branković 1456 |
| Elektor Saksonii                           | - 1428 Fryderyk II Łagodny 1464 |
| Król Szkocji                               | - 1437 Jakub II 1460 |
| Król Szwecji                               | - 1448 Karol Knutsson Bonde 1457 |
| Król Tajlandii                             | - 1448 Borommatrailokkanat 1488 |
| Sułtan Turków                              | - 1451 Mehmed II Zdobywca 1481 |
| Doża Wenecji                               | - 1423 Francesco Foscari 1457 |
| Król Węgier                                | - 1444 Władysław Pogrobowiec 1457 |
| Cesarz Wietnamu                            | - 1442 Lê Nhân Tông 1459 |
| Wielki mistrz zakonu krzyżackiego          | - 1450 Ludwig von Erlichshausen 1467 |

Rok 1455 / MCDLV
stulecia: XIV wiek ~
XV wiek ~
XVI wiek

lata: 1445 «
1450 «
1451 «
1452 «
1453 «
1454 «
1455
» 1456
» 1457
» 1458
» 1459
» 1460
» 1465

## Wydarzenia w Polsce
- luty – wojna trzynastoletnia: zaciężne wojska krzyżackie bezskutecznie oblegały miasto i zamek w Lubawie.
- 15 maja-21 maja – w Piotrkowie obradował sejm[1].
- 25 maja – wojna trzynastoletnia: klęska wspierającego stronę polską dolnopruskiego pospolitego ruszenia z krzyżackimi najemnikami w bitwie pod Iławą[2].
- 24 czerwca-3 lipca w Piotrkowie obradował sejm walny[3].
- 9 lipca – przywilej piotrkowski Kazimierza Jagiellończyka upoważnił Gdańsk do samodzielnego wydawania wilkierzy i nakładania podatków. Oddawał na wyłączne użytkowanie mennicę oraz prawo kontroli wybrzeża pruskiego od Księstwa Słupskiego do posiadłości Elbląga.
- 10 lipca – wojna trzynastoletnia: wypad krzyżackiej załogi Gniewu zdobył i splądrował miasto i port w Świeciu, całkowicie rozbijając działające w oparciu o to miasto prozwiązkowe stronnictwo rycerstwa pomorskiego, którego przywódcy zginęli lub znaleźli się w niewoli, chociaż Krzyżacy nie podjęli próby zdobycia miejscowej twierdzy.
- 14 lipca – wojna trzynastoletnia: wojska krzyżackie zdobyły Knipawę.
- 17 sierpnia – wojna trzynastoletnia: Olsztyn skapitulował przed najemnikami krzyżackimi.
- Gdańsk – zburzenie przez gdańszczan Młodego Miasta.
- Wielki pożar w Krakowie.
- Zakon krzyżacki sprzedał Drezdenko Brandenburgii, pomimo sporu o nie z Królestwem Polskim.
- Papież Kalikst III obłożył klątwą wszystkich mieszkańców Pomorza i Prus którzy wystąpią przeciw zakonowi krzyżackiemu[4].

## Wydarzenia na świecie
- 8 stycznia – papież Mikołaj V bullę Romanus Pontifex, w której przyznawał królowi portugalskiemu Alfonsowi V, jego sukcesorom i infantowi Henrykowi prawo podboju nowych terenów w Afryce, walki z niewiernymi i monopol na handel, a tym którzy by Portugalczykom utrudniali ich dzieło groził ekskomuniką.
- 23 lutego – umowna data publikacji pierwszej drukowanej książki - Biblii Gutenberga.
- 8 kwietnia – Kalikst III został papieżem.
- 22 maja – zwycięstwo armii Yorków w I bitwie pod St Albans rozpoczęło trwającą 30 lat Wojnę Dwóch Róż, walkę o tron angielski pomiędzy dwoma liniami Plantagenetów: Lancasterami (czerwona róża w herbie) i Yorkami (biała róża).
- 8 lipca – porwanie książąt z Altenburga. Kunz von Kauffung, Wilhelm von Mosen i Wilhelm von Schönfels uprowadzili dwóch synów elektora saskiego Fryderyka II Łagodnego.
- 7 listopada – po 24 latach od spalenia na stosie, w katedrze Notre-Dame w Paryżu rozpoczął się proces rehabilitacyjny Joanny d’Arc.
- Ukazała się Biblia Gutenberga, pierwsze wydawnictwo wykonane za pomocą druku, przy użyciu czcionki ruchomej.

## Urodzili się
- 2 lutego – Jan II Oldenburg, król Danii, Norwegii i Szwecji (zm. 1513)
- 3 marca – Jan II Doskonały, król Portugalii (zm. 1495)
- 3 marca – Ascanio Sforza, włoski kardynał (zm. 1505).
- 2 sierpnia – Jan Cicero, elektor Brandenburgii (zm. 1499)

## Zmarli
- 18 lutego – Fra Angelico, malarz włoski (ur. ok. 1387)
- 24 marca – Mikołaj V, papież kościoła katolickiego (ur. 1397)
- 1 kwietnia – Zbigniew Oleśnicki, kardynał, doradca Władysława Jagiełły i Władysława Warneńczyka (ur. 1389)
- Peter Payne – angielski teolog, husyta i lollard (ur. ok. 1380)